# Xu Huiyan
Xu Huiyan (9 de octubre de 2005) es una deportista china que compite en natación sincronizada. Ganó seis medallas en el Campeonato Mundial de Natación, en los años 2024 y 2025.

## Palmarés internacional
| Campeonato Mundial | Campeonato Mundial  | Campeonato Mundial | Campeonato Mundial |
| Año                | Lugar               | Medalla            | Prueba             |
| ------------------ | ------------------- | ------------------ | ------------------ |
| 2024               | Doha (Catar)        | Medalla de bronce  | Solo técnico       |
| 2025               | Singapur (Singapur) | Medalla de oro     | Solo técnico       |
| 2025               | Singapur (Singapur) | Medalla de oro     | Equipo técnico     |
| 2025               | Singapur (Singapur) | Medalla de oro     | Equipo libre       |
| 2025               | Singapur (Singapur) | Medalla de oro     | Rutina acrobática  |
| 2025               | Singapur (Singapur) | Medalla de plata   | Solo libre         |